# Beauvilliers (Yonne)
Beauvilliers település Franciaországban, Yonne megyében. Lakosainak száma 71 fő (2022. január 1.). Beauvilliers Bussières, Quarré-les-Tombes, Saint-Brancher és Saint-Léger-Vauban községekkel határos.

## Népesség
A település népességének változása:
| Lakosok száma | 97   | 90   | 86   | 76   | 71   | 67   | 64   | 68   | 71   |
|               | 2013 | 2015 | 2016 | 2017 | 2018 | 2019 | 2020 | 2021 | 2022 |